# Rosalind Amelia Young
Rosalind Amelia Young (Islas Pitcairn, Reino Unido, 13 de agosto de 1853- Islas Pitcairn, 1 de febrero de 1924) fue una historiadora y maestra de las Islas Pitcairn y quien escribió el primer libro sobre los habitantes de la isla.

## Biografía
Young nació en 1853 en la isla Pitcairn como hija de Simon Young y Mary Buffett Christian y bisnieta de John Adams, uno de los amotinados del Bounty.Cuando era niña, formó parte de una migración a la isla de Norfolk, pero regresó en 1864. Su padre lideró el regreso de varias familias a las Islas Pitcairn y se convirtió en magistrado en 1849. Desde muy joven comenzó a registrar la historia de las Islas Pitcairn, específicamente la de Elizabeth Mills, una descendiente de segunda generación de los amotinados del Bounty. Compartió la historia de las islas a través de cartas, recopilando información histórica e historias personales. También comenzó a escribir artículos sobre las islas y trabajó como maestra de escuela primaria.
En 1894 publicó una historia completa de las Islas Pitcairn en el libro Mutiny of the Bounty and Story of Pitcairn Island (1790-1894). Desde su publicación original, el libro ha sido reimpreso varias veces. Este libro es una de las pocas documentaciones de la historia de las islas y se basó en las experiencias directas de varias generaciones de isleños, incluidos los del HMS Bounty.
Young también era poeta y compuso las palabras de varias canciones que aún se tocan en las Islas Pitcairn. En 2017, se crearon cinco sellos en su honor, como parte de la serie Prominent Pitcairners, y salieron a la venta a partir del 22 de febrero de 2017 (por un período de dos años).
Young se casó con el pastor David Nield, neozelandés, el 27 de noviembre de 1907 en Auckland, Nueva Zelanda. Murió el 1 de febrero de 1924 en la isla de Pitcairn.